# Patrick Leo McCartie
Patrick Leo McCartie of Leo McCartie (Hartlepool, 5 september 1925 - Birmingham, 23 april 2020) was een Brits rooms-katholiek geestelijke en bisschop.
Hij werd geboren in Hartlepool en verhuisde in 1936 naar Trent Vale in Stoke-on-Trent. Hij liep daar school in St. Joseph's College en vanaf zijn 12e in Cotton College. In 1949 werd hij tot priester gewijd en het jaar daarop begon hij les te geven in Cotton College en dit tot 1955. 
Hij werd in 1977 benoemd tot hulpbisschop van Birmingham en titulair bisschop van Elmhama. In 1990 werd hij bisschop van Northampton als opvolger van Francis Gerard Thomas, die in 1988 overleden was. 
Na zijn emeritaat in 2001 keerde hij terug naar Stoke-on-Trent en in 2013 verhuisde hij naar een rusthuis in Harborne (Birmingham). Daar overleed hij op 94-jarige leeftijd.